# Old English (Schriftart)

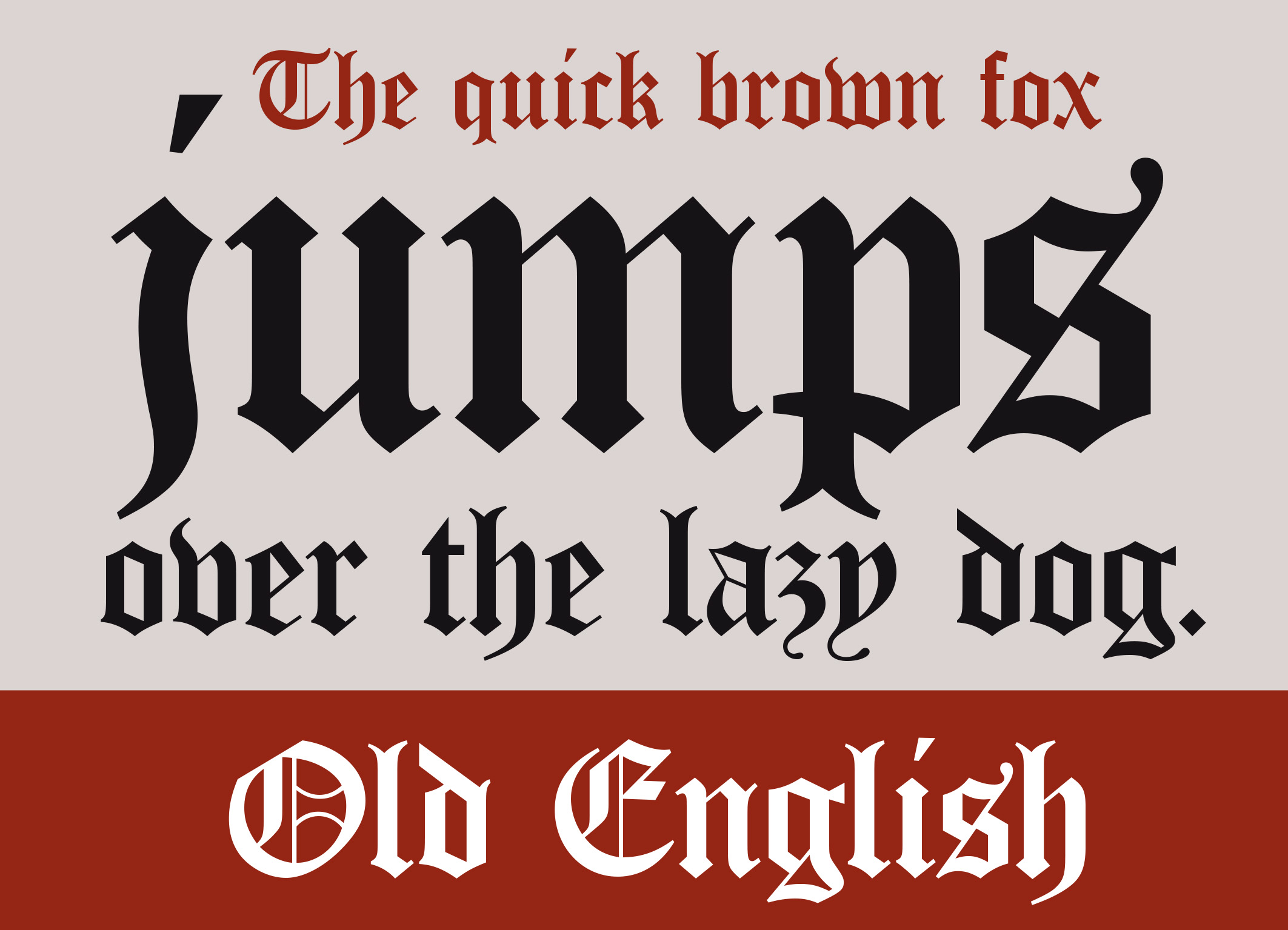
Schriftmuster in der Old English

Old English (englisch; übersetzt: Altenglisch, altenglischer Typ) ist die Bezeichnung für eine historische Satzschrift. Je nach Verwendungskontext kann der Begriff zweierlei meinen: a) eine eher vage spezifierte Gruppe spätgotischer Druckschriften, wie sie vor allem in England sowie dem Rest des britischen Königreiches gebräuchlich waren, b) eine konkrete, auf William Caslon zurückgehende Druckschrift dieses Typs. Letztere entstand im 18. Jahrhundert. Ihre geläufigste Variante ist die 1991 von Monotype herausgebrachte Old English Text MT.

## Entstehung

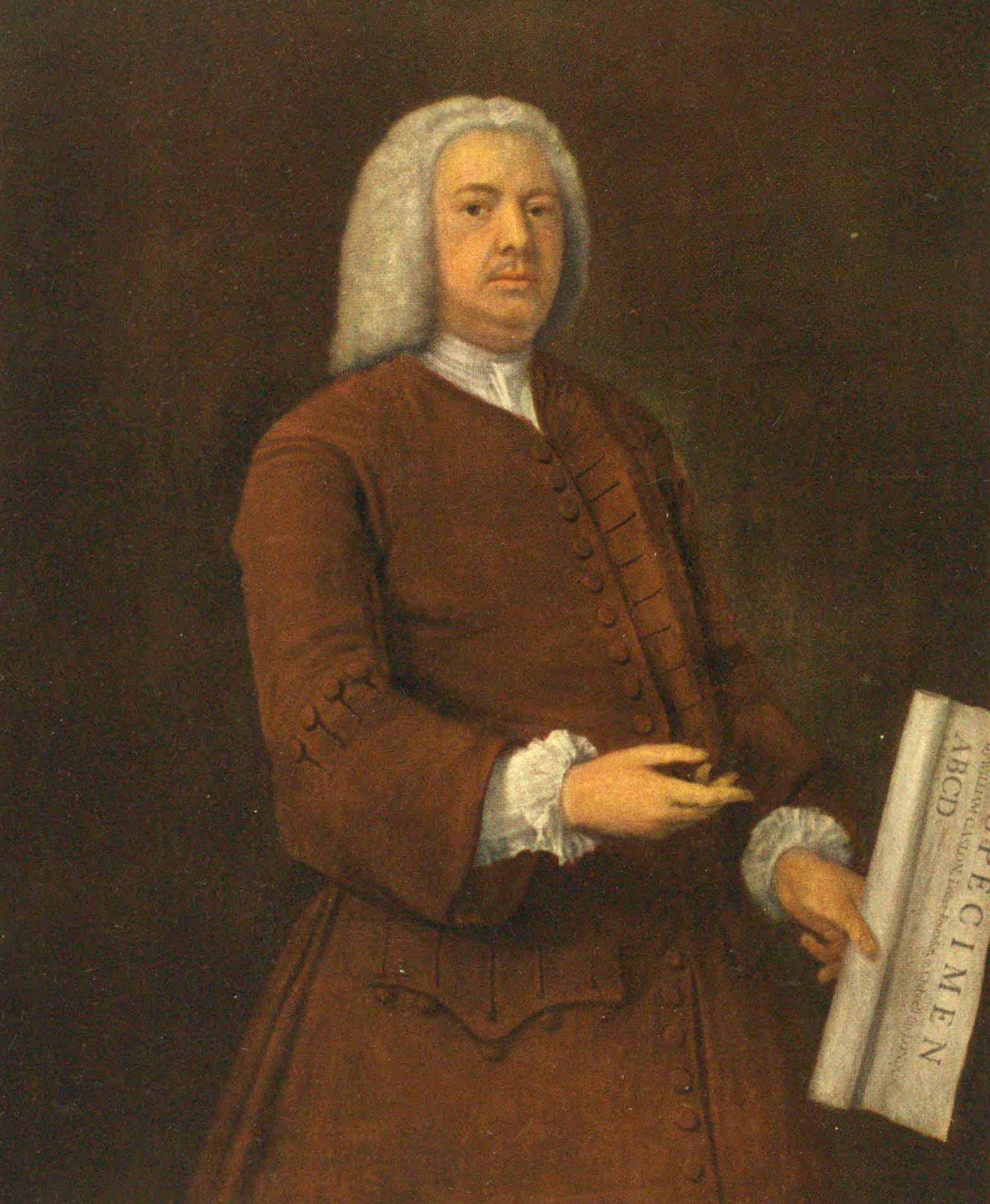
William Caslon

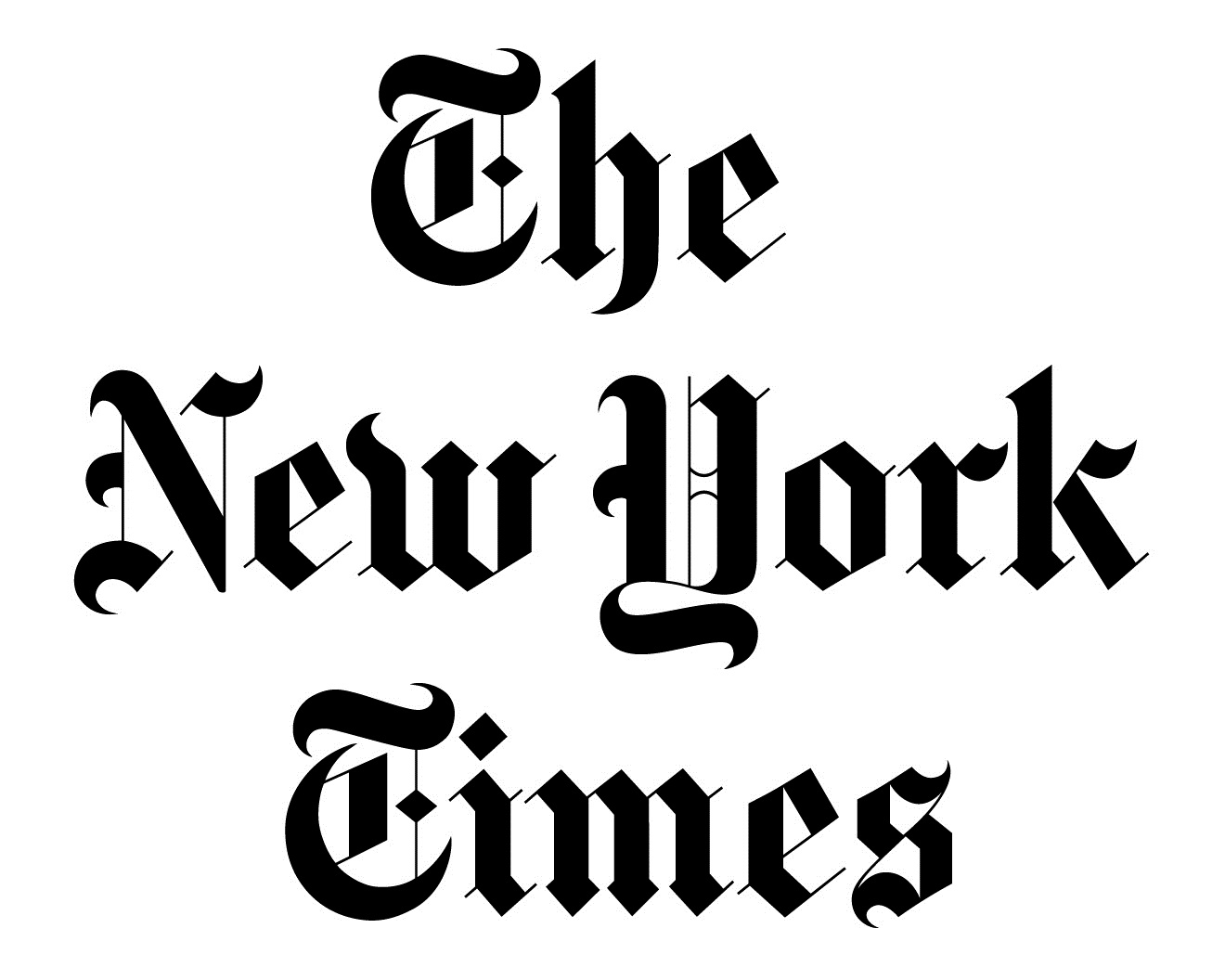
Mehrzeilige Variation des Logos der New York Times

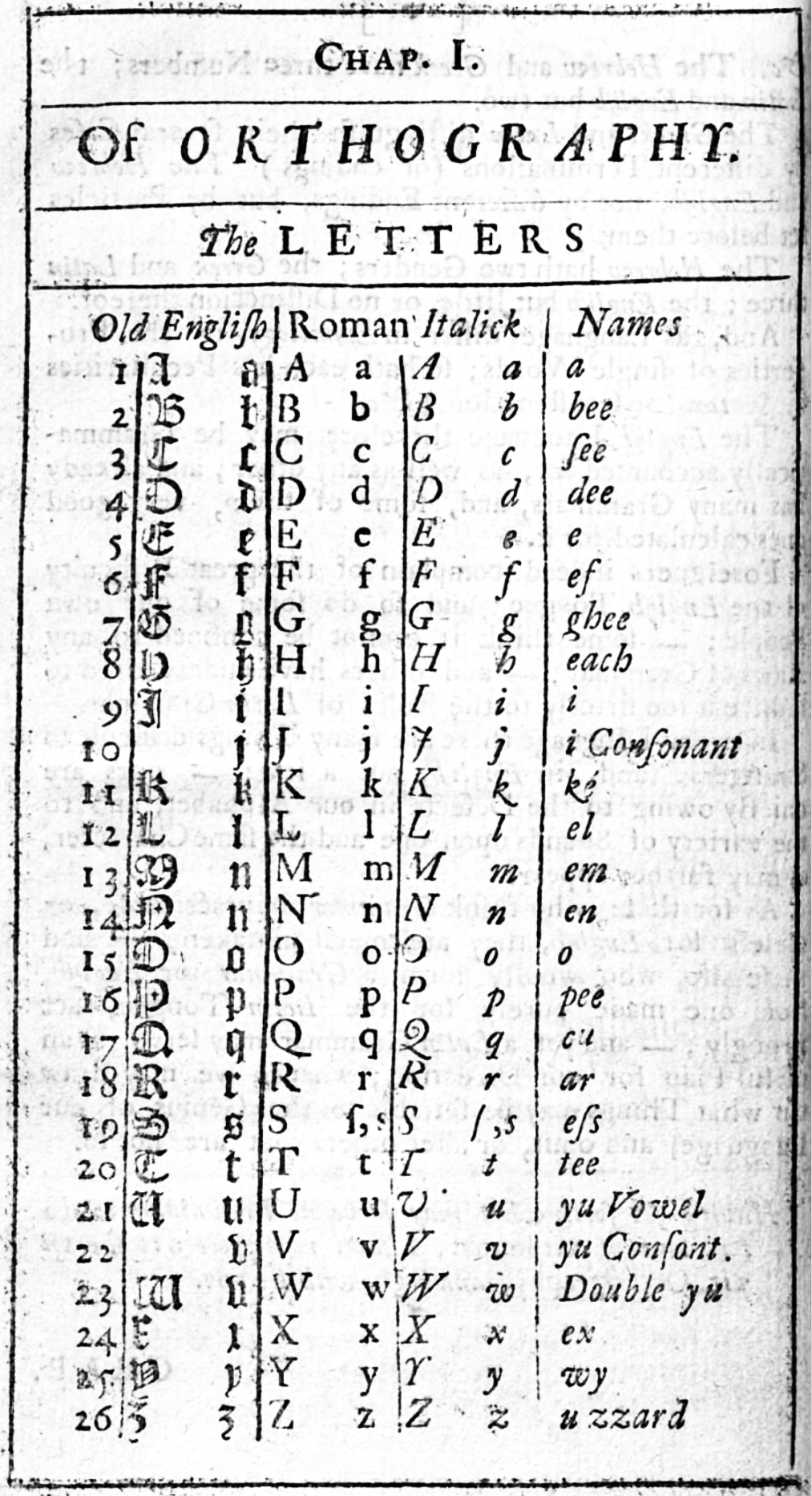
Bezeichnung „Old English“ (Kopf der linken Spalte) für eine ähnliche Schriftart in einem Druck von 1740

Ebenso wie in Frankreich, Deutschland, Italien sowie anderen europäischen Ländern waren gotische Schriften auch im spätmittelalterlichen England der vorherrschende Schrifttyp. Mit der Ausbreitung des Buchdrucks und der zeitgleich einhergehenden Verbreitung humanistischer Antiquaschriften kam diese Art Schrift zunehmend aus der Mode. Die Urform der heutige gebräuchlichen Old English war die Caslon Black – eine Blackletter-Schrift von William Cason, welche um 1760 entstand. Ähnliche Schriften wurden bereits 1740 als „Old English“ bezeichnet. Die Zusatzbezeichnung „Black“ – nicht zu verwechseln mit stark gefetteten Schnitten von Caslons bekannter Antiqua-Schrift Caslon – markierte dabei die allgemein gebräuchliche Bezeichnung für gebrochene Schriften: Blackletter.
Weitere unspezifizierte Bezeichnungen für diese Art gebrochener Schriften waren: Text (englisch: für Textur; Textura) und Gothic (englisch: für Gotisch, deutsch, ebenso aber auch den kunst- und architekturhistorischen Referenzstil, die Gotik). Befördert von Romantik und viktorianischem Stil, erlebten Old-English-Schriften, darunter auch die von Caslon, im 19. Jahrhundert ein Revival – diesmal vor allem als Auszeichnungsschrift für die Schriftzüge von Gasthäusern, Zeitungen, Urkunden sowie sonstige offizielle Dokumente. Grund für die neue Popularität war die dezidiert traditionalistische, konservative Anmutung dieser Art von Schriften.
1904 fertigten die beiden US-Schriftentwerfer Morris Fuller Benton und Joseph W. Phinney eine Neuauflage der Caslon-Schrift, die Cloister Black. Mit der Wedding Text (später unter anderem vermarktet unter der Bezeichnung Linotext) hatte Benton bereits 1901 eine ähnlich aussehende Textura-Variante entworfen. Ein zweiter Relaunch der Caslon-Black-Vorlage erfolgte 1990/1991. Ergebnis: der heutige, unter den Bezeichnungen Old English beziehungsweise Old English Text MT bekannte Schriftfont. Neu auf den Markt gebracht wurde er von dem britischen Schriftenhersteller Monotype. Das Monotype-Schriftenportal MyFonts führt als Designer-Angaben keine Designer-Namen auf, sondern lediglich die Sammelbezeichnung „Monotype“ auf, als Herausgeber International Typeface Corporation (ITC) und als Design-Eigentümer Linotype.
Die Cloister Black wird von Bitstream vertrieben. Die Zeichenausgestaltung weicht von derjenigen der Old English lediglich in einigen Details ab. Teils in identischer Form und Ausstattung, teils mit minimalen Besonderheiten wird die Old English von mehreren Schriftherstellern und Distributoren angeboten – darunter unter anderem Linotype, Elsner+Flake, URW sowie der alle wesentlichen Schriften-Labels distributierenden Digitalfont-Plattform MyFonts. Unter zum Teil abweichenden Bezeichnungen und Designs sind weitere Varianten dieser Schrift in Umlauf.
Über die unmittelbare, auf die Blackletter-Schrift von William Caslon zurückführbare Old English hinaus gibt es Schriften, die zwar nicht direkt von dieser ableitbar sind, allerdings unverkennbar in der Tradition britischer Textura-Schriften stehen. Eine Domäne dieser Art Traditionspflege sind die Titelschriftzüge zahlreicher Zeitungen. Prominentestes Beispiel ist die New York Times, die ihren Schriftzug seit ihrer Gründung 1851 mehrere Mal (vorsichtig) modifizierte. Die vorletzte Schriftzugs-Änderung erfolgte 1967 unter der Ägide von „Times“-Artdirector Lou Silverstein. Umgesetzt wurde sie von dem New Yorker Schriftdesigner Ed Benguiat. Kennzeichen des NYT-Logos seither: die diamantförmigen Rauten in der senkrecht verlaufenden Schmucklinie des großen „T“.
Mit Old-English-ähnlichem Schriftzug warten darüber hinaus die Titel von Washington Post, Philadelphia Inquirer, San Francisco Chronicle, Los Angeles Times sowie weiterer landesweit oder lokal vertriebener US-Tageszeitungen auf. Die so betonte Tradition unterscheidet sich zwar nicht substanziell von der Praxis in anderen Ländern, in der konkreten Schrifttyp-Wahl allerdings schon: Während Traditionspublikationen wie etwa die in Deutschland erscheinende FAZ in der Regel eine hauseigene Variante der – in Deutschland traditionell vorherrschenden – Fraktur im Titel tragen, bevorzugen angelsächsische die in ihrem Sprachraum dominierende Gebrochenen-Variante: die spätmittelalterliche Textura.

## Eigenheiten und Verwendung
Laut Charakterisierung bei MyFonts vereint die Old English spätmittelalterliche und viktorianische Gestaltungsmerkmale. Old English Text MT sowie in Lizenz herausgebrachte Varianten offerieren zwei Schnitte: eine Regular und eine geschattete Ziervariante. Das im Fraktursatz gebräuchliche lange „s“ ist hier als Standard-„s“ auf der entsprechenden Tastaturposition untergebracht, das kleine „s“ hingegen auf einer Ersatzposition. Stringent gehandhabt wird diese Priorisierung allerdings nicht: Abhängig von der konkret verwendeten Schriftversion kann es sein, dass das kleine „s“ auf der Normalposition liegt, oder das lange „s“ erst gar nicht im Zeichensatz implementiert ist.
Ästhetisch gesehen gilt die Old English heute als die Paradeschrift der klassischen gotischen Textur britischer Machart. Vergleichbare Schriften sind die Goudy Text von Frederic Goudy (1928), die Notre Dame von Karlgeorg Hoefer (1993) und, als neuere Variante, die 2005 entstandene Cabazon von Rolling-Stone-Typedesigner Jim Parkinson. Besonderheit der Old English: Anders als bei den drei Aufgeführten ist die Zeichengestaltung – und darauf folgend auch das Textbild – breiter und offener: eine Eigenheit, die ebenso auch auf den schriftgestalterischen Vorläufer Cloister Black zutrifft.
Die Anwendungsgebiete der Old English sind vielfältig. Bis zur Mitte des 20. Jahrhunderts war sie vor allem als Auszeichnungsschrift mit bewusst traditionalistischer Note im Gebrauch – also etwa bei Hochzeitskarten oder als Logo in bestimmten Branchen. In den letzten Jahrzehnten fand sie verstärkten Zuspruch auch in unterschiedlichen Sub- und Jugendkulturen – etwa bei der Gestaltung von Schriftzügen im Bereich Tattoos, bei Skinheads, bei Metal-Anhängern sowie beim Grafikdesign von CD-Booklets und anderen Produkten zur Vermarktung von Popmusik-Produktionen. Die Archiv-Webseite Fonts in Use führt als Verwendungsbeispiele unter anderem auf: eine anlässlich der Krönung von Elisabeth II. zur englischen Königin im Jahr 1951 publizierte Broschüre sowie eine CD-Veröffentlichung der britischen Rockband Gentle Giant.

## Trivia

Die Initialen „FH“ und „AH“ in dem Font Engravers Old Englisch normal, wie sie Konrad Kujau für die Hitler-Tagebücher verwendete

- Konrad Kujau benutzte für Umschlag-Monogramme seiner gefälschten Hitler-Tagebücher Zeichen im Stil der Old English. Die beiden verwendeten Großbuchstaben irritierten nicht nur aufgrund der Verwendung einer britischen Schriftart, sondern auch aufgrund des Umstands, dass Kujau anstelle des – in der verwendeten Schrift Engravers Old English normal nicht (mehr) vorrätigen „A“ – durch ein „F“ (wie etwa in: „Führer“) substituiert hatte.[2]

- Die Zensur einer kalifornischen Schülerzeitung mit dem Namen PULP rief 2009 die National Coalition Against Censorship auf den Plan. Die Schülerzeitung hatte einen Bericht über das Thema Tätowierung mit einer Titelseite aufgemacht, auf der der Schriftzug der Zeitung als (unechtes) Körper-Tattoo zu sehen war. Die sich in die Angelegenheit einschaltende Anti-Zensur-Vereinigung räumte zwar ein, dass es berechtigt sei, die mit dieser Form von Tattoos einhergehende Gang-Kultur kritisch zu bewerten. Pädagogisch hingegen sei der durch die Beschlagnahmung erfolgte Schaden größer als der zu erwartende Nutzen. Denn, so die Argumentation der Vereinigung: „Die Schüler der Orange High School werden aus dem Fall des PULP-Magazins nicht lernen, dass Gangs schlecht sind, sondern dass ihr Schuldirektor ein willkürlicher Entscheidungsträger ist, der ihre Mitschüler wegen einer Schriftart zensiert.“[10]

- Im Jahr 2019 berichteten mehrere Medien, darunter auch die Welt, über einen selbst fabrizierten Busaushang mit dem Inhalt: „Diesen Bus steuert ein Deutscher Fahrer.“ Bezeichnend in Sachen unzulänglicher Traditionskenntnis war in den Augen der berichtenden Medien der Umstand, dass der Busfahrer, der auf diese Weise seine deutsche Abstammung herauskehren wollte, eine typisch britische Schrift gewählt hatte.[2]

- 2023 wurde ein Bewerber für den Polizeidienst der Stadt Trier abgelehnt. Ablehnungsgrund: ein auf dem Rücken platziertes Tattoo mit dem Slogan „Loyalty, Honor, Respect, Family“. Der Bewerber klagte; das Oberlandesgericht Koblenz bekräftigte allerdings die Rechtmäßigkeit der Nicht-Übernahme. Begründung: Mit zu berücksichtigen sei in diesem Fall auch die in der Schriftwahl hervortretende Ähnlichkeit mit dem Logo der verbotenen rechtsextremen Vereinigung Blood and Honour.[11]